# Dorota Pankowska
Dorota Maria Pankowska – polska pedagog, dr hab. nauk humanistycznych, profesor uczelni Instytutu Pedagogiki Wydziału Pedagogiki i Psychologii Uniwersytetu Marii Curie-Skłodowskiej w Lublinie.

## Życiorys
27 lutego 1998 obroniła pracę doktorską Wzorce kobiecych i męskich ról społecznych w podręcznikach dla klas początkowych, 20 maja 2011 habilitowała się na podstawie pracy zatytułowanej Nauczyciel w perspektywie analizy transakcyjnej. Jest zatrudniona na stanowisku profesora uczelni w Instytucie Pedagogiki na Wydziale Pedagogiki i Psychologii Uniwersytetu Marii Curie-Skłodowskiej w Lublinie.